# Pseudothecadactylus
Pseudothecadactylus este un gen de șopârle din familia Gekkonidae.

Cladograma conform Catalogue of Life:
| Pseudothecadactylus | \| \| Pseudothecadactylus australis \| \| \| \| \| \| Pseudothecadactylus cavaticus \| \| \| \| \| \| Pseudothecadactylus lindneri \| \| \| \| |
|                     | \| \| Pseudothecadactylus australis \| \| \| \| \| \| Pseudothecadactylus cavaticus \| \| \| \| \| \| Pseudothecadactylus lindneri \| \| \| \| |
|                     | Pseudothecadactylus australis |
|                     | |
|                     | Pseudothecadactylus cavaticus |
|                     | |
|                     | Pseudothecadactylus lindneri |
|                     | |